# 379 av. J.-C.
Cette page concerne l'année 379 av. J.-C. du calendrier julien proleptique.

## Événements
- 31 juillet du calendrier romain : entrée en charge à Rome de tribuns militaires à pouvoir consulaire : Lucius Iulius Iullus, Publius Manlius Capitolinus, Caius Manlius Capitolinus, Caius Sextilius, Marcus Albinius, Lucius Antistius ;  patriciens et plébéiens sont en nombre égal[1]. Les légions romaines commandées par Publius et Caius Manlius tombent dans une embuscade tendue par les Volsques en se rendant à Velitrae ; Préneste se révolte à nouveau[2].
- Automne : Sparte s’empare d’Olynthe après trente mois de siège, lors de sa quatrième campagne[3].
- Décembre : les démocrates thébains, dirigés par Pélopidas et Epaminondas, se révoltent. Appuyés par des stratèges athéniens, ils expulsent la garnison Lacédémonienne et le parti oligarchique de Thèbes et rétablissent la démocratie (hiver 379/378). Les polémarques pro-lacédémoniens Archias, Philippos et un de leurs collègues sont assassinés au cours d’un banquet sur l’ordre de Pélopidas. Désirant restaurer l’unité béotienne, les Thébains organisent une armée puissante[4].
- Athènes envoie des ambassadeurs dans de nombreuses cités pour conclure des alliances contre l’hégémonie spartiate  : Chabrias, Timotheos, Callistratos[5].
- Carthage connait une série de calamités en 379-378  : peste, révolte des mercenaires libyens, révolte en Sardaigne, ce qui retarde les projets d'expédition en Sicile contre Syracuse à l’été 377[6].